# اختراع عكسي
الاختراع العكسي هي إستراتيجية خاصة بالمنتَج في مجال التسويق الدولي قد يُعاد من خلالها تصميم المنتج القائم أو يُبسط من قبل الشركة ليُعرض للبيع في البلدان الأقل تطورًا، وغالبًا ما يكون بسعر أرخص.
ويمكن أن يؤدي ذلك في كثير من الأحيان بإضفاء نوع من الحيوية على منتج عفا عليه الزمن من قبل الشركة أو حتى من قبل العملاء المستهدفين الأكثر فقرًا الذين لا يمكنهم تحمل التكلفة الفعلية للمنتج الأصلي.

## التعريف
هناك تعريفان للاختراع العكسي:
1. "إعادة تقديم أشكال المنتج السابق الذي يمكن تكييفه مع احتياجات دولة ما"."[2]
2. «إعادة تصميم وإنتاج منتج ما لأسواق خارجية محددة بعد أن خرجت من الخدمة في البلدان الصناعية.»[3]

## أمثلة
أعادت الشركة الوطنية للسجلات النقدية إنتاج نسخة مبسطة من السجل النقدي الذي يعمل بذراع تدوير بتكلفة أقل لأسواق أمريكا الجنوبية وأفريقيا.
وهناك مثال آخر حدث في مؤسسة النشر الألمانية العملاقة برتلسمان في أوكرانيا، حيث إن متوسط مرتب الشخص فيها منخفض للغاية ومن الصعب العثور فيها على مكتبات، ويتمتع نادي الكتاب العتيق بشعبية كبيرة في حين أنه شهد انخفاضًا في وحدتي كتاب الشهر والرابطة الأدبية في كل من الولايات المتحدة وأوروبا. ولكن في أوكرانيا، حققت هذه الأندية هوامش ربح تعادل ثلاثة أضعاف المتوسط العالمي الذي يُقدّر بـ 4%. وقد اكتشفت دار نشر برتلسمان أيضًا أن هذه الأندية تجذب الأجيال الصغيرة مقارنة بمثيلاتها في الولايات المتحدة. وكذلك يحافظ الناشر على أسعاره منخفضة وذلك لأن منافسه الرئيسي في أوكرانيا هو سوق الكتاب المفتوح، والذي تُباع فيه الكتب بأسعار رخيصة جدًا.

## المزايا
1. زيادة في الإيرادات نتيجة ارتفاع المبيعات.
2. انتشار أوسع ووعي بالعلامات التجارية وشعبيتها في الأسواق الأحدث.
3. إضفاء الحيوية على المنتج الذي عفا عليه الزمن من قبل الشركة (نموذج إعادة تصنيع دورة حياة المنتج)
4. التعامل مع الشريحة الدنيا من الطبقات الاجتماعية الاقتصادية من الجمهور.